# Crassula ankaratrensis
Crassula ankaratrensis (Desc., 2007) è una pianta succulenta appartenente alla famiglia delle Crassulaceae, endemica di una ristretta area montuosa del Madagascar.
L'epiteto specifico indica la provenienza dalla specie, ossia il monte Tsiafajavolana, vetta più elevata del massiccio dell'Ankaratra.
Si tratta di una pianta scoperta recentemente, tanto da essere stata classificata da Bernard Descoings solo nel 2007, congiuntamente ad un'altra specie appartenente a questo genere, ossia Crassula bevilanensis.